# 기요세시
기요세시(일본어: 清瀬市)는 일본 도쿄도 다마 지역 북부에 있는 시이다.

## 지리
사이타마현 니자시와 도코로자와시 사이에 쐐기를 박은 듯한 모양으로 위치한다. 북쪽의 사이타마현 도코로자와시와는 서쪽으로 야나세강을 경계로 마주하며 남쪽은 도쿄도 히가시쿠루메시와 접한다. 기요세시에는 많은 녹지가 있으며 그 비율은 46%에 이른다.
기요세는 무사시노 대지 북동쪽 가장자리에 위치한다. 북동쪽에서 남서쪽까지의 길이는 6.5km이고 북서쪽에서 남동쪽까지의 길이는 2km이다. 서쪽은 대지의 비탈면으로 동쪽보다 상대적으로 높다. 고도는 서쪽의 다케오카는 65m이고 북동쪽의 시타주쿠는 20m로 고저 차이는 45m이다. 이 지역의 대부분은 야나세강 유역의 충적토를 제외하고는 대부분 홍적토이다.

## 역사
초기 인류가 기요세에 등장한 것은 2만 년 전의 후기 빙하기 때였다. 인구는 약 4000년 전에 크게 증가했으나 3000년 전부터 10세기 중반까지는 인구 감소 때문에 사람들의 거의 살지 않았다. 10세기 후반에 기요세의 인구가 증가하면서 사람들은 야나세강 기슭 주변의 노시오, 나카자토, 시타주쿠에 정착하기 시작했는데 이것은 우물을 깊게 팔 수 없었기 때문이다.
아시카가 다카우지가 새로운 정권을 수립한 후에 기요세는 오이시 노부시게의 통치 하에 있었다. 오이시는 다키노조라는 성을 건설했으나 도요토미 히데요시에 의해 파괴되었다.
1868년 이후 정부 당국은 행정 구역을 큰 규모로 변화시켜 나갔으며 1889년 4월 1일에 가미키요토촌(上清戸村), 나카키요토촌(中清戸村), 시모키요토촌(下清戸村), 기요토시타주쿠촌(清戸下宿村), 노시오촌(野塩村), 나카자토촌(中里村)을 합쳐 가나가와현 기타타마군 관할의 기요세촌을 설치하였다. 1893년에는 이 지역 사람들의 바람에 따라 기타타마군은 니시타마군, 미나미타마군과 함께 도쿄로 편입되었다.
1915년에 철도가 개통되었으나 이 지역에는 역이 없었다. 1954년에 기요세는 인구 증가로 촌에서 정이 되었다. 이후 인구가 더욱 증가하여 1970년 10월 1일에 정에서 시로 승격되었다.

## 교통

### 철도
- 세이부 철도 이케부쿠로선
- 동일본 여객철도 무사시노선

## 인구
| 연도 | 인구   | ±%      |
| ---- | ------ | ------- |
| 1920 | 3,083  | —       |
| 1930 | 3,584  | +16.3%  |
| 1940 | 7,203  | +101.0% |
| 1950 | 11,610 | +61.2%  |
| 1960 | 17,863 | +53.9%  |
| 1970 | 51,911 | +190.6% |
| 1980 | 63,913 | +23.1%  |
| 1990 | 67,539 | +5.7%   |
| 2000 | 68,037 | +0.7%   |
| 2010 | 74,104 | +8.9%   |
| 2020 | 76,208 | +2.8%   |